# Kobyz

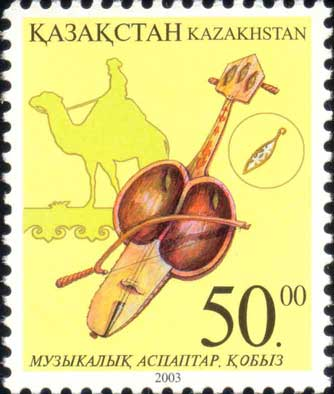
Sello postal de Kazajistán que incluye el dibujo de un Kobyz

El Kobyz o kyl-kobyz es un antiguo instrumento musical de origen kazajo. Estaba hecho de dos cuerdas fabricadas de pelo de caballo y la caja de resonancia estaba normalmente forrada de piel de cabra. Estos instrumentos suelen ser adornados de campanillas o cascabeles. Algunos tienen también un espejo fijado en el bombo del kobyz, en el cual el baksy se mira mientras toca. Medía de 70 a 80 centímetros de largo.
Los kobyzes eran, tradicionalmente, instrumentos considerados sagrados, usados por chamanes y bakses, es decir, médicos espirituales. Según las leyendas, el kobyz y su música ahuyentaba demonios, enfermedades y la muerte.

## Kobyz moderno

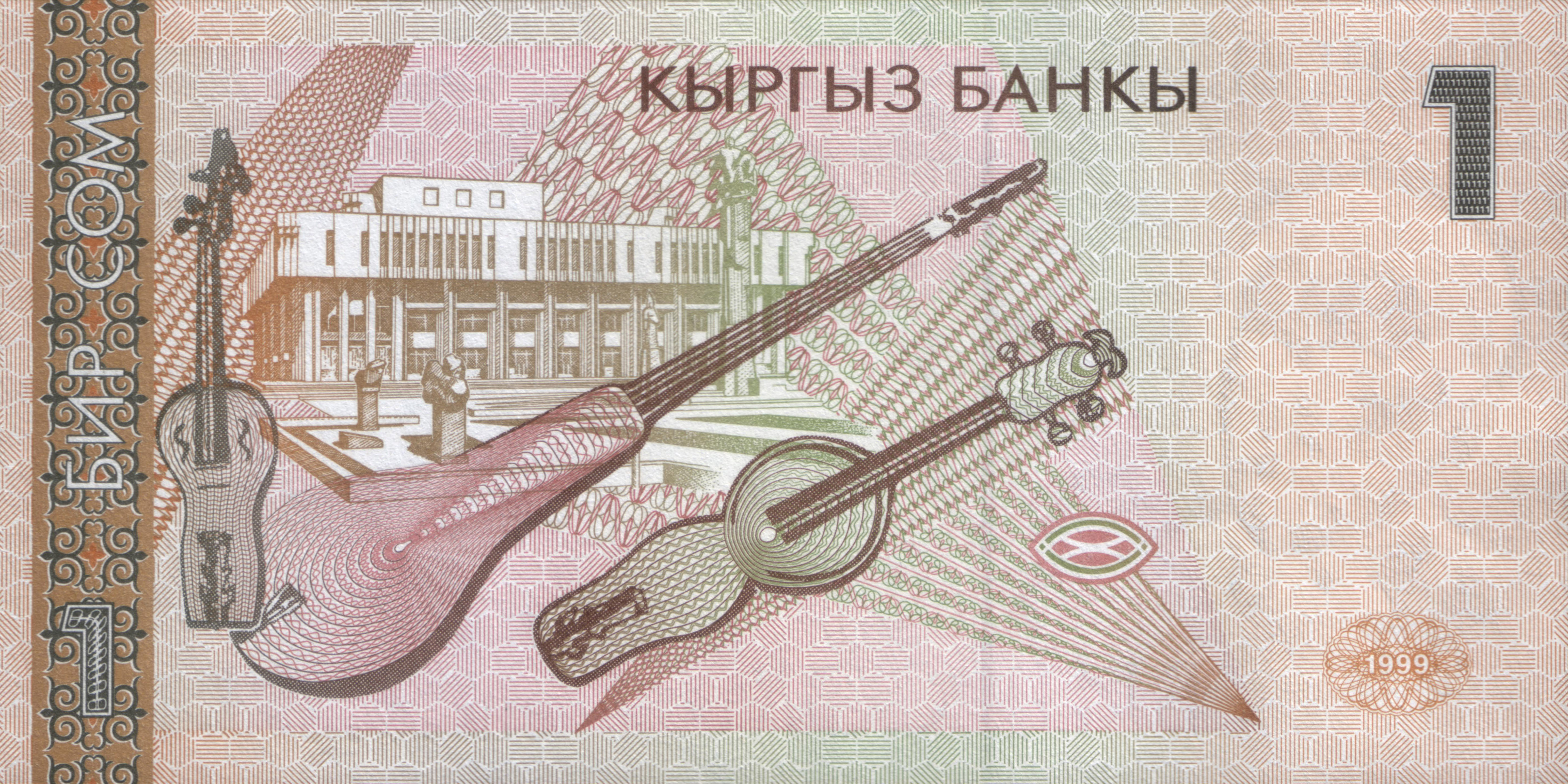
Billete de Kirguistán con el grabado de un Kobyz moderno.

En los años treinta, cuando la primera orquesta de música folclórica se estableció en la replública soviética de Kazajistán, se creó una nueva clase de kobyz. Ahora tiene cuatro cuerdas metálicas y se parece más al violín. 
Al modernizar de ese modo al kobyz, puede ser usado para tocar tanto música kazaja, así como complejas composiciones para violín. 
Uno de los poco músicos occidentales que tocan el kobyz es Trefor Goronwy.